# Chlorophorus sumatrensis
Chlorophorus sumatrensis là một loài bọ cánh cứng trong họ Cerambycidae.